# Södra Smedsjön
Södra Smedsjön är en sjö i Osby kommun i Skåne och ingår i Skräbeåns huvudavrinningsområde. Sjön har en area på 0,111 kvadratkilometer och ligger 133,8 meter över havet.

## Delavrinningsområde
Södra Smedsjön ingår i det delavrinningsområde (625229-141217) som SMHI kallar för Vid Q i Län punkt. Medelhöjden är 150 meter över havet och ytan är 32,99 kvadratkilometer. Det finns inga avrinningsområden uppströms utan avrinningsområdet är högsta punkten. Vattendraget som avvattnar avrinningsområdet har biflödesordning 2, vilket innebär att vattnet flödar genom totalt 2 vattendrag innan det når havet efter 63 kilometer. Avrinningsområdet består mestadels av skog (62 %), öppen mark (12 %), jordbruk (10 %) och sankmarker (11 %). Avrinningsområdet har 0,61 kvadratkilometer vattenytor vilket ger det en sjöprocent på 1,9 %.